# Alfredo Amarilla
Alfredo del Rosario Amarilla Galeano (ur. 7 października 1972 w Luque) – paragwajski piłkarz występujący na pozycji pomocnika.

## Kariera klubowa
Amarilla pochodzi z miasta Luque i jest wychowankiem tamtejszego zespołu Sportivo Luqueño. Jedyny sukces z tą drużyną odniósł w 2001 roku, kiedy to wywalczył wicemistrzostwo Paragwaju. W 2002 roku odszedł do najbardziej utytułowanej ekipy w ojczyźnie, stołecznego Club Olimpia, z którą nie zdobył jednak żadnego trofeum. W 2003 roku, jako rezerwowy zawodnik 12 de Octubre wystąpił w rozgrywkach Copa Libertadores, za to profesjonalną karierę zakończył w wieku 33 lat w swoim macierzystym Sportivo Luqueño.

## Kariera reprezentacyjna
W seniorskiej reprezentacji Paragwaju Amarilla zadebiutował w 1999 roku. Dwa lata później został powołany przez urugwajskiego selekcjonera Sergio Markariána na turniej Copa América, gdzie wystąpił w dwóch spotkaniach, a jego kadra nie wyszła z grupy. Ogółem swój bilans reprezentacyjny zamknął na siedmiu rozegranych meczach bez zdobytej bramki.